# Tiếng Slav Đông cổ
Tiếng Slav Đông cổ hay tiếng Nga cổ, là ngôn ngữ của người Slav Đông sống ở Rus' Kiev và những nhà nước khác hình thành sau khi Rus' Kiev sụp đổ. Đây là ngôn ngữ tiền thân của tiếng Nga, tiếng Belarus, tiếng Ukraina và tiếng Rusyn.